# Liste der Naturdenkmale in Öpfingen
| Naturdenkmale | Anzahl |
| ------------- | ------ |
| FND           | 1      |
| END           | 2      |
| Gesamt        | 3      |

Die Liste der Naturdenkmale in Öpfingen nennt die verordneten Naturdenkmale (ND) der im baden-württembergischen Alb-Donau-Kreis liegenden Gemeinde Öpfingen. In Öpfingen gibt es insgesamt drei als Naturdenkmal geschützte Objekte, davon ein flächenhaftes Naturdenkmal (FND) und zwei Einzelgebilde-Naturdenkmale (END).
Stand: 1. November 2016.

## Flächenhafte Naturdenkmale (FND)
| Name                     | Bild | Kennung     | Einzelheiten | Position | Fläche Hektar | Datum        |
| ------------------------ | ---- | ----------- | ------------ | -------- | ------------- | ------------ |
| Viehsaumgraben           | BW   | 84250930004 | Öpfingen     | ⊙        | 2,8           | 6. Feb. 1997 |
| Legende für Naturdenkmal |      |             |              |          |               |              |

## Einzelgebilde (END)
| Name                     | Bild | Kennung     | Einzelheiten | Position | Fläche Hektar | Datum        |
| ------------------------ | ---- | ----------- | ------------ | -------- | ------------- | ------------ |
| Kirchenlinde             | BW   | 84250930002 | Öpfingen     | ⊙        | 0,0           | 6. Feb. 1997 |
| Linde                    |      | 84250930001 | Öpfingen     | ???      | 0,0           | 9. Sep. 1938 |
| Legende für Naturdenkmal |      |             |              |          |               |              |